# Aristolochia zhongdianensis
Aristolochia zhongdianensis J.S.Ma – gatunek rośliny z rodziny kokornakowatych (Aristolochiaceae Juss.). Występuje endemicznie w Chinach, w północno-zachodniej części prowincji Junnan.

## Morfologia
PokrójBylina pnąca o nagich pędach.
LiścieMają deltoidalny lub deltoidalnie sercowaty kształt. Mają 0,5–3 cm długości oraz 0,5–2 cm szerokości. Nasada liścia ma sercowaty kształt. Z ostrym wierzchołkiem. Ogonek liściowy jest nagi i ma długość 1 cm.
KwiatyZygomorficzne, pojedyncze. Mają żółtozielonkawą barwę. Dorastają do 5 mm długości i 2–3 mm średnicy. Mają kształt wyprostowanej lub lekko wygiętej tubki. Łagiewka jest kulista u podstawy Podsadki mają owalny kształt.
OwoceTorebki o elipsoidalnym kształcie. Mają 1,5–2 cm długości i 1–1,5 cm szerokości. Pękają przy wierzchołku.

## Biologia i ekologia
Rośnie w zaroślach, na murawach oraz terenach skalistych. Występuje na wysokości od 1200 do 1400 m n.p.m. Kwitnie w maju, natomiast owoce pojawiają się od października do grudnia.